# Nikodemus Schnabel

Abtswappen von Nikodemus Schnabel OSB

Nikodemus Claudius Schnabel OSB (* 11. Dezember 1978 in Stuttgart als Claudius Schnabel) ist ein deutscher Ordensgeistlicher, Ostkirchenexperte und Abt der Dormitio-Abtei in Jerusalem.

## Leben
Schnabel wurde evangelisch getauft und wuchs nach der Scheidung seiner Eltern bei seiner Mutter, einer Schauspielerin, auf. Im Alter von 13 Jahren kam er zum römisch-katholischen Glauben. Nach dem Abitur 1998 an der Rabanus-Maurus-Schule/Domgymnasium in Fulda studierte er Philosophie und Katholische Theologie in Fulda, München, Münster und Jerusalem. Seine Diplomarbeit schrieb er 2002 an der Ludwig-Maximilians-Universität München über Die liturgischen Gewänder und Insignien des Diakons, Presbyters und Bischofs in den Kirchen des byzantinischen Ritus. 2003 trat er in die Benediktinerabtei der Dormitio auf dem Berg Zion in Jerusalem ein und nahm den Ordensnamen Nikodemus an. 2004 legte er seine zeitliche Profess ab. 2009 folgte die feierliche Profess sowie auch die Weihe zum Diakon. Am 15. September 2013 empfing er die Priesterweihe. 2013 wurde er mit einer liturgiewissenschaftlichen Arbeit über die liturgische Verehrung der Heiligen des Alten Testaments in der lateinischen Kirche bei Hans-Jürgen Feulner an der Universität Wien promoviert; die Dissertation wurde 2014 mit dem Dissertationspreis der Katholischen-Theologischen Fakultät der Universität Wien ausgezeichnet.
Nach einer einwöchigen Visitation des Klosters durch Abtpräses Ansgar Schmidt OSB erfolgte am 26. August 2016 die Ernennung von Nikodemus Schnabel zum Prior-Administrator der Dormitio für die Dauer von 18 Monaten. Als Prior-Administrator hatte er dieselben Rechte und Pflichten wie ein Abt, durfte aber keine Pontifikalien tragen. Während der Leitung von Schnabel wurde die Abtei Opfer von Übergriffen extremistischer Juden und mehrerer Brandanschläge. Dabei entstanden Sachschäden in Millionenhöhe und Personenschäden.
Zudem lukrierte Schnabel finanzielle Mittel für die Renovierung der 1910 geweihten Anlage der Dormitio durch die deutsche Bundesregierung.  Weil es Schnabel gelang, die Dormitio-Abtei im Koalitionsvertrag der 19. Wahlperiode des Bundestages unterzubringen, sei er, so Fabian Klask in der Wochenzeitung Die Zeit, „der beste Lobbyist“ bei den Koalitionsverhandlungen 2017/18 gewesen.
Sein Amt als Prior-Administrator endete 2018 mit der Wahl von Bernhard Maria Alter zum neuen Abt.
Von Oktober 2018 bis Oktober 2019 war Schnabel als Berater in dem neu geschaffenen Referat „Religion und Außenpolitik“ im Auswärtigen Amt in Berlin tätig. Das Amt war auf ein Jahr mandatiert und fand im Rahmen seines Sabbaticals als ehemaliger höherer Oberer statt.
Im Frühjahr 2020 lebte Pater Nikodemus im Benediktinerpriorat Saint-André de Clerlande in Ottignies-Louvain-la-Neuve, einer Universitätsstadt in der französischsprachigen belgischen Provinz Wallonisch-Brabant. Unter anderem absolvierte er einen Sprachkurs in der französischen Sprache.
Seit Sommer 2020 ist Pater Nikodemus für das Theologische Studienjahr Jerusalem zuständig, und zwar sowohl als Delegierter der Mutterhochschule, der Benediktineruniversität „Päpstliches Athenaeum Sant’Anselmo“ in Rom als auch als Dozent für Ostkirchenkunde. Zeitweise war er auch Studienpräfekt.
Der Lateinische Patriarch von Jerusalem, Pierbattista Pizzaballa OFM, ernannte Schnabel am 2. Juli 2021 zum Patriarchalvikar für die Migranten und Asylsuchende sowie Migrantenseelsorge des Lateinischen Patriarchats von Jerusalem. Das Amt gab er mit seiner Abtsbenediktion am 28. Mai 2023 ab an den indischen Salesianerpater Matthew Marcel Coutinho SDB.
Der Konvent der Dormitio-Abtei wählte Schnabel am 3. Februar 2023 zum Abt. Am Pfingstsonntag, 28. Mai 2023 nahm der Lateinische Patriarch von Jerusalem, Pierbattista Pizzaballa, in einem Pontifikalamt die Abtsbenediktion vor.

## Wirken

### Mitgliedschaften und Tätigkeiten
Nikodemus Schnabel ist Auslandsseelsorger für die deutschsprachigen Katholiken in Israel und Palästina. Er leitet die theologische Bibliothek der Abtei und des Theologischen Studienjahrs Jerusalem und ist Schriftleiter des „Jerusalemer Theologischen Forums“.
Schnabel ist seit 2011 Direktor des Jerusalemer Instituts der Görres-Gesellschaft (JIGG). Schnabel gilt als Experte für Ostkirchen und engagiert sich seit 2007 für Pro Oriente, einer Plattform für den Dialog der römisch-katholischen Kirche und den orthodoxen und orientalisch-orthodoxen Kirchen. 2016 wurde er von Christoph Kardinal Schönborn offiziell zum Konsultor der Stiftung Pro Oriente ernannt.
Im Jahr 2015 wurde Schnabel durch Fouad Twal, den Lateinischen Patriarchen von Jerusalem und Großprior des Ritterordens vom Heiligen Grab zu Jerusalem in den Orden aufgenommen. Schnabel ist zudem Mitglied des Deutschen Vereins vom Heiligen Lande und seit 1998 Mitglied der katholischen Studentenverbindungen KDStV Adolphiana Fulda und der KDStV Vindelicia zu München. Seit 2021 ist er Mitglied der KAV Capitolina Rom, alle im CV.

### Medientätigkeiten
In Deutschland wurde er durch sein Buch Zuhause im Niemandsland. Mein Leben im Kloster zwischen Israel und Palästina und viele Hörfunk- und Fernsehauftritte (u. a. NDR DAS! am 22. September 2015, SWR1 Leute Night am 16. Oktober 2015, Deutsche Welle am 4. Dezember 2015, Münchner Stadtrundgang am 21. Januar 2016, BR Nachtlinie am 25. Januar 2016, BR Fernsehen am 10. April 2020) bekannt.
In Zusammenarbeit mit Markus Lanz entstanden unter anderem die ZDF-Produktionen, die über die heiligen Stätten der Christenheit in Israel und im Westjordanland sowie in Rom berichteten:
- „Stationen einer Reise durch das Heilige Land“ (5-teilig; 2016)[23]
- „Mit Markus Lanz im Heiligen Land“ (2017)[24]
- „Mit Markus Lanz im Heiligen Land“ (2018)[25]
- „Mit Markus Lanz in der Ewigen Stadt“ (2019)[26]

Ab März 2018 war Nikodemus Schnabel Moderator in der ZDF-Sendung Ein guter Grund zu feiern, die bis Dreikönig 2022 gesendet wurde.
Seit März 2020 beantwortet Schnabel ihm zugesandte Fragen im Podcast Wie mir der Schnabel gewachsen ist.
Er ist einer der Autoren der Welt-am-Sonntag-Kolumne Die Gretchenfrage.

### Kontroverse um die Klagemauer
Im Juli 2023 wurde Schnabel beim Überqueren eines öffentlichen Platzes außerhalb der Klagemauer in Jerusalem von einer israelischen Beamtin der Western Wall Heritage Foundation aufgefordert, seine Kreuz-Halskette zu verstecken, solange er sich an diesem Standort befinde. Die Beamtin sagte, das Kreuz sei „wirklich groß und unpassend für diesen Ort. Es ist ein jüdischer Ort, das müssen Sie respektieren.“ Sie habe auch gesagt, das Verbot sei eine neue Regelung. Der Vorfall geschah inmitten einer zunehmenden antichristlichen Stimmung unter Haredi-Juden und religiösen Zionisten in Jerusalem, die sich unter anderem darin äußerte, dass christliche Geistliche und Touristen bespuckt, christliche Gräber geschändet, Priester angegriffen und christliche Stätten verwüstet wurden. Schnabel sagte, dass die israelische Regierung den religiösen Pluralismus auf dem Gelände nicht akzeptiere und dass Christen, Muslime und bestimmte jüdische Sekten von der israelischen Regierung keinen Respekt für ihre religiösen Überzeugungen erhielten. Als Antwort auf die Kritik erklärte die Stiftung, es gebe keine Vorschriften, aber „der Platzanweiser […] fragte höflich, ob es möglich sei, das Kreuz abzudecken, um Unannehmlichkeiten zu vermeiden, wie sie in letzter Zeit in der Altstadt aufgetreten sind, aus dem Wunsch heraus, sowohl den Besucher als auch die Stätte zu respektieren. Als er sich weigerte, wurde ihm der Zutritt natürlich nicht verweigert, und die Platzanweiserin respektierte die Entscheidung und setzte ihren Weg fort.“

## Veröffentlichungen (Auswahl)

### Hochschulschriften
- Die liturgischen Gewänder und Insignien des Diakons, Presbyters und Bischofs in den Kirchen des byzantinischen Ritus. Echter Verlag, Würzburg 2008, ISBN 978-3-429-03002-5. (veränderte Diplomarbeit)
- Die liturgische Verehrung der Heiligen des Alten Testaments in der lateinischen Kirche. Versuch einer historischen und ökumenischen Spurenlese. Dissertation Universität Wien, Wien 2013.

### Schriften
- Zusammen mit Kathy Saphir-Schmid (Fotos): Um Zions willen. Top Touch Jerusalem Artists', Jerusalem 2010, ISBN 978-965-7373-00-2.
  - Englische Ausgabe: For Zion’s sake. Aus dem Deutschen übersetzt von Mark Sheridan und Elizabeth Pritz. Top Touch Jerusalem Artists', Jerusalem 2010, ISBN 978-965-7373-01-9.
- Zuhause im Niemandsland. Mein Leben im Kloster zwischen Israel und Palästina. Herbig-Verlag, München 2015, ISBN 978-3-7766-8200-7.
- Zusammen mit Sascha Hellen: #FragEinenMönch: 100 Fragen (und unzensierte Antworten). Adeo-Verlag 2021, ISBN 978-3-86334-309-5.

### Herausgeberschaft
- Laetare Jerusalem. Festschrift zum 100jährigen Ankommen der Benediktinermönche auf dem Jerusalemer Zionsberg. Aschendorff Verlag, Münster 2006, ISBN 978-3-402-07509-8.
- Nikolaus Egender OSB: Vermächtnis Heiliges Land. (= Jerusalemer Theologisches Forum, Band 30). Zu seinem 95. Geburtstag herausgegeben von Nikodemus Schnabel, Katharina D. Oppel, Joachim Braun. Aschendorff Verlag, Münster 2018, ISBN 978-3-402-11043-0.